# Воля-Циґовська
Воля-Циґовська (пол. Wola Cygowska) — село в Польщі, у гміні Посвентне Воломінського повіту Мазовецького воєводства.
Населення — 224 особи (2011).
У 1975-1998 роках село належало до Седлецького воєводства.

## Демографія
Демографічна структура станом на 31 березня 2011 року:
|          | Загалом | Допрацездатний вік | Працездатний вік | Постпрацездатний вік |
| -------- | ------- | ------------------ | ---------------- | -------------------- |
| Чоловіки | 123     | 24                 | 82               | 17                   |
| Жінки    | 101     | 12                 | 68               | 21                   |
| Разом    | 224     | 36                 | 150              | 38                   |